# Патрік Фьорі
Патрік Шушаян (фр. Patrick Chouchayan, фр. вимова: [patʁik ʃuʃajɑ̃]; нар. 23 вересня 1969), відомий під своїм сценічним псевдонімом Патрік Фьорі (фр. Patrick Fiori, фр.: [patʁik fjɔʁi], Corsican: [ˈfjɔri]) — французький співак вірменського походження.

## Біографія
Фьорі народився в Марселі, Франція, у сім'ї франко-вірменського батька (Жак Шушаян) і корсиканської матері (Марія-Антуанетта Фіорі). Родина його батька втекла від геноциду вірмен. Провів частину свого дитинства в Марселі на півдні Франції та в Аяччо на Корсиці. Патрік почав займатися музикою у 12-річному віці завдяки підтримці Франка Фернанделя, який запропонував йому роль у мюзиклі «La Légende des santonniers».
В 1985 році, у віці 16 років, він записав свою першу пісню «Stéphanie» за фінансової підтримки батьків, а потім композиції «Dans ton regard» і «Le Cœur à fleur d'amour».
Участь у шоу Леона Зітрона «Les Habits du dimanche» зробила його знаменитим. В 1987 році він виступав на відкриттях шоу Гілбера Монтаньє.
В 1992 році він добився великого успіху із композицією «Au fil de l'eau», написаною його другом дитинства Бернардом Ді Доменіко під час Франкофонії.

### Пісенний конкурс Євробачення 1993
В 1993 році, коли Патрік став добре відомий публіці, композитори Франсуа Валері та Марі-Франс Бріер (директор естради та розваг на France 2) запропонували йому представляти Францію на пісенному конкурсі Євробачення 1993 року з піснею «Mama Corsica». Це була двомовна пісня переважно французькою мовою, але з деякими корсиканськими текстами.
Ця пісня стала першим рідкісним випадком, коли корсиканська мова прозвучала на пісенному конкурсі Євробачення. Наступна поява корсиканця відбулася через 18 років, коли Франція взяла участь у пісенному конкурсі Євробачення 2011 з піснею Аморі Вассілі.
15 травня 1993 року Фьорі виконав пісню «Mama Corsica», представляючи Францію на конкурсі в Green Glens Arena в Міллстріт, Ірландія. Його супроводжував оркестр під керівництвом Крістіана Краверо. Фьорі отримав четверте місце — 121 бал серед 25 націй, які змагалися.

### Дебютні альбоми та «Notre-Dame de Paris» (1994—2000)
У 1995 році Патрік випустив альбом «Cœur à l'envers». Він також виступав у ряді різноманітних шоу, зокрема La Chance aux chansons, ведучим якого був Паскаль Севрана, з піснею «Ma vie» Алена Бар'єра.
За пропозицією Едді Марне він пройшов прослуховування для мюзиклу Notre Dame de Paris. Переконаний у його таланті, Люк Пламондон запропонував йому роль Феба як на сцені, так і в студії звукозапису «Нотр-Дам де Парі». З Даніелем Лавуа та Гару він записав пісню «Belle» для шоу. Вона була випущена як сингл, який досяг першого місця у французькому чарті синглів і валлонському французько-бельгійському чарті. Пісня виграла номінацію «Найкраща французька пісня року», а постановка Notre-Dame de Paris — «Найкраще французьке шоу року» під час «Victoires de la Musique» у 1999 році.
У тому ж році Патрік підписав контракт із Sony і записав свій третій альбом «Prends Moi». Він співав у французькій версії «Принца Єгипту» (французькою «Le Prince d'Égypte») та зіграв Рамзеса II.
У 1999 році він взяв участь у «Les Enfoirés».
У 2000 році він вирішив покинути «Нотр-Дам де Парі», щоб зосередитися на своєму четвертому альбомі «Chrysalide». Альбом містить спільну роботу з Калоджеро в «Que tu reviennes». У тому ж році він вперше з'явився в омріяній паризькій Олімпії.

### 2000— теперішній час
У 2002 році Патрік Фьорі випустив свій п'ятий альбом під однойменною назвою «Patrick Fiori» з першим синглом «Marseille», який присвятив своєму рідному місту.
Фьорі співпрацював з Жаном-Жаком Голдманом, який написав для нього чотири пісні для альбому, включаючи «Je sais où aller».
У 2003 році він здійснив тур по Франції та Бельгії з багатьма датами та місцями у супроводі свого гурту, включаючи гітариста Жака Венерузо, клавішника П'єра-Жана Скавіно, гітариста Андре Ампарцумяна, перкусіоніста Патріка Ампарцумяна, барабанник Лорана Копполу, бас-гітариста Патріка Дюпона, волинкар та флейтиста Бруно Ле Рузіка, а також бек-вокалістів Агнес Хампарцумян і Веронік Маврос.
2005 рік ознаменувався його новим альбомом «Si on chantait plus fort» синглами «Toutes les peines», «4 Mots sur un piano» та «Il paraît». Його сингл «4 Mots sur un piano» написав Жан-Жак Голдман. Патрік також розпочав новий тур з 2005 по 2007 рік з метою просування альбому. Тур включав два концерти в Olympia de Paris, 13 і 14 січня 2007 року, де він представив молодого співака, композитора Томмі.
У 2008 році випустив альбом «Les choses de la vie». Альбом містить ремейки з різних відомих фільмів, зокрема «Хрещений батько» (французькою Le Parrain), «Шербурзькі парасольки» (французькою Les parapluies de Cherbourg), Borsalino, Manon des Sources, Forbidden Games (французькою Jeux interdits), Mayrig та багато інших.
Альбом став платиновим.
В 2009 році вийшов «Les Montagnes d'Arménie» — данина вірменському геноциду, взятий із саундтреку французького вірменського фільму «Mayrig». Також у 2009 році він записав із Будапештською філармонією дует із Tina Arena. Композиція «Si j'avais le temps» з'явилася в Un autre univers, повністю франкомовному альбомі австралійської співачки Арени.
В 2010 році він випустив «L'Instinct masculin». Альбом включав сингл «Peut-être que peut-être» зі словами та музикою Жана-Жака Голдмана.
У 2014 році він випустив альбом «Choisir» з релізом до Дня святого Валентина «Elles» написаний Голдманом.
Над альбомом співпрацювали Бенабар, Аріан Куатрефаж, Роберт Голдман, Жак Венерузо, Ерік Шемоні та Патрік Хампарцумян. Він став платиновим. З жовтня 2014 року по грудень 2015 року Патрік Фьорі провів сотню гастролей, з'явившись знову в Le Zénith у Парижі та в паризькій Olympia.
У 2015 році він взяв участь у корсиканському музичному проєкті «Corsu Mezu Mezu», який містив 16 корсиканських пісень.
У вересні 2017 року Фьорі випустив свій десятий альбом «Promesse» з синглом «Où je vis». Альбом містив дві спільні роботи зі Сліманом і з франко-коморським співаком і репером Сопрано.
У 2015 році він був тренером у другому сезоні французького «The Voice Kids» разом із Дженіфер і Луї Бертіньяками. Джейн, фіналістка з його команди, виграла сезон. У 2016 році його знову запросили стати тренером 3 сезону разом з Дженіфер і М. Покорою.

## Особисте життя
Вісім років перебував у стосунках з Джулі Зенатті. Вони познайомилися під час мюзиклу «Notre-Dame de Paris,» де разом виконували акторські ролі.
В період з 1998 по 2000 рік Фьорі перебував у стосунках з канадсько-бельгійською співачкою Ларою Фабіан.
Одружився з Аріаною Куатрефаж у червні 2008 року. Вона була учасницею конкурсу краси, яка отримала титул Міс Рона-Альпи 1999 року та посіла четверте місце на конкурсі Міс Франція 2000 року. В 2009 році у пари народився первісток Севан. В 2014 році у пари народився другий син.

## Дискографія

### Студійні альбоми
| Рік  | Альбом                   | Позиції в чартах | Позиції в чартах | Позиції в чартах | Позиції в чартах | Продажі                       |
| Рік  | Альбом                   | FR               | Ultratop (Fl)    | Ultratop (Ва)    | CH               | Продажі                       |
| ---- | ------------------------ | ---------------- | ---------------- | ---------------- | ---------------- | ----------------------------- |
| 1994 | Puisque c'est l'heure    | –                | –                | –                | –                |                               |
| 1995 | Le cœur à l'envers       | –                | –                | –                | –                |                               |
| 1998 | Prends-moi               | 17               | –                | 14               | –                | Франція: 2 × золото (200 000) |
| 2000 | Chrysalide               | 11               | –                | 8                | 47               | Франція: золото (100 000)     |
| 2002 | Patrick Fiori            | 6                | –                | 8                | 37               | Франція: 2 × золото (200 000) |
| 2005 | Si on chantait плюс форт | 4                | –                | 14               | 59               | Франція: золото (100 000)     |
| 2008 | Les choses de la vie     | 7                | –                | 7                | –                | Франція: золото               |
| 2010 | L'instinct masculin      | 3                | –                | 5                | 56               | Франція: платина              |
| 2014 | Choisir                  | 2                | 112              | 4                | 26               | Франція: платина              |
| 2017 | Promesse                 | 7                | –                | 6                | 19               | Франція: золото               |
| 2020 | Un air de famille        | 2                | –                | 1                | 8                |                               |

### Збірники
| Рік  | Альбом | FR | Ultratop (Ва) | CH | Продажі         |
| ---- | ------ | -- | ------------- | -- | --------------- |
| 2007 | 4 Мотс | –  | 11            | 69 | Франція: золото |

### Наживо
| Рік  | Альбом                                         | FR | Ultratop | CH |
| ---- | ---------------------------------------------- | -- | -------- | -- |
| 2011 | Чоловічий інстинкт — Live au Dôme de Marseille | 24 | 12       | –  |

### Сингли
| Рік  | Сингл                                                                 | FR  | Ultratop | CH | SNEP              | Альбом                   |
| ---- | --------------------------------------------------------------------- | --- | -------- | -- | ----------------- | ------------------------ |
| 1987 | «Stephanie»                                                           | -   | -        | -  |                   | Сингли поза альбомом     |
| 1989 | «Le coeur a fleur d'amour»                                            | -   | -        | -  |                   | Сингли поза альбомом     |
| 1993 | «Mama Corsica»                                                        | 40  | -        | -  |                   | Puisque c'est l'heure    |
| 1994 | «Une goutte d'eau»                                                    | -   | -        | -  |                   | Puisque c'est l'heure    |
| 1998 | «Belle» (with Daniel Lavoie & Garou)                                  | 1   | 1        | -  | Diamond (750,000) | Notre dame de Paris      |
|      | «Prends-moi»                                                          | -   | -        | -  |                   | Prends-moi               |
|      | «Elle est»                                                            | 9   | 12       | -  | Silver (125,000)  | Prends-moi               |
| 1999 | «J'en ai mis du temps»                                                | 38  | -        | -  |                   | Prends-moi               |
| 1999 | «Terra umana»                                                         | 48  | -        | -  |                   | Chrysalide               |
| 2000 | «Que tu reviennes»                                                    | 13  | 10       | -  |                   | Chrysalide               |
| 2000 | «Juste une raison encore»                                             | 45  | 13       | -  |                   | Chrysalide               |
| 2002 | «Marseille»                                                           | -   | -        | -  |                   | Patrick Fiori            |
| 2003 | «Je sais où aller»                                                    | 13  | 2A       | 86 |                   | Patrick Fiori            |
| 2003 | «Sans bruit»                                                          | -   | -        | -  |                   | Patrick Fiori            |
| 2005 | «Il parait»                                                           | -   | -        | -  |                   | Si on chantait plus fort |
| 2005 | «Je ne serai jamais»                                                  | -   | -        | -  |                   | Si on chantait plus fort |
| 2005 | «Toutes les peines»                                                   | 11  | 2A       | 37 |                   | Si on chantait plus fort |
| 2007 | «4 Mots sur un piano» (with Jean-Jacques Goldman & Christine Ricol)   | 1   | 7        | 40 | Silver (175,000)  | Si on chantait plus fort |
| 2010 | «Peut-être que peut-être»                                             | -   | 14       | -  |                   | l'Instinct Masculin      |
| 2011 | «Je viendrai te chercher (with Johnny Hallyday)»                      | -   | 17A      | -  |                   | l'Instinct Masculin      |
| 2011 | «L'instinct masculin»                                                 | -   | 14A      | -  |                   | l'Instinct Masculin      |
| 2011 | «À la vie!»                                                           | -   | 23A      | -  |                   | l'Instinct Masculin      |
| 2011 | «L'écho des dimanches» (with Zucchero)                                | -   | 23A      | -  |                   | Сингли поза альбомом     |
| 2012 | «L'envie d'aimer» (with Julien Clerc, Catherine Lara & Liane Foly)    | 114 | -        | -  |                   | Сингли поза альбомом     |
| 2012 | «All By Myself»                                                       | 140 | -        | -  |                   | Сингли поза альбомом     |
| 2013 | «Pachamama (la terre mere)» (with Anne Etchegoyen et le Chœur Aizkoa) | -   | -        | -  |                   | Les voix basques         |
| 2014 | «Elles»                                                               | 59  | 49       | -  |                   | Choisir                  |
| 2014 | «J'espère que tu vas bien» (with Tommy)                               | -   | 8A       | -  |                   |                          |
| 2015 | «Corsica» (with Patrick Bruel)                                        | 27  | 43       | -  |                   |                          |
| 2017 | «Pour mieux s'aimer»                                                  | 10  | -        | -  |                   | Promesse                 |
| 2017 | «Où je vis»                                                           | 32  | 15       | -  |                   | Promesse                 |
| 2017 | «Chez nous (Plan d'Aou, Air Bel)» (with Soprano)                      | 43  | 2A       | -  |                   | Promesse                 |
| 2017 | «Promesse» (with Slimane Nebchi)                                      | 175 | -        | -  |                   | Promesse                 |
| 2018 | «Les gens qu'on aime»                                                 | -   | 13A      | -  |                   | Promesse                 |
| 2019 | «Délé Yaman»                                                          | -   | -        | -  |                   | Сингли поза альбомом     |
| 2021 | «Si tu tombes» (with Soprano)                                         | -   | -        | -  |                   | Сингли поза альбомом     |